# Grande Galleria dell’Appennino
La  Grande Galleria dell’Appennino (« Grande galerie de l'Apennin ») est un tunnel de base ferroviaire de 18,507 km sur la ligne ferroviaire Bologna-Florence Direttissima, centre de l’Italie. Le tunnel a été ouvert le 21 avril 1934, raccourcissant de 
35 km la liaison ferroviaire par rapport à l'ancienne voie ferrée Porrettana sur la chaîne de montagnes. À l'époque, il s'agissait du deuxième plus long tunnel au monde après celui du Simplon et du plus long à double voie ; c'est aujourd'hui le 16e plus long au monde.

## Histoire

### Construction
Le 4 décembre 1929 est achevé la « Grande galerie de l'Apennin » sur la ligne directe qui relie Bologne et Prato, ouverte au printemps 1934. Onze ans de travaux ont été nécessaires pour construire le tunnel, 6 000 ouvriers y ont participé, 99 sont morts au travail, dont 69 dans le tunnel. La longueur du tunnel est de 18,507 km, son altitude maximale est de 328 mètres et son inclinaison maximale est de 1,2 %. Il relie les gares de San Benedetto-Castiglione et Vernio-Montepiano-Cantagallo.
Au centre du tunnel, se trouvent un commutateur et une station non publique de 450 m de long accessible par un portail.

### Attentat du train 904
Le 23 décembre 1984, 17 personnes ont été tuées et 250 blessées par une bombe qui a explosé dans le tunnel touchant le train 904 Naples - Milan Express. L'attaque est attribuée à Cosa Nostra, la mafia sicilienne. L’attentat à la bombe de l'Italicus Express en 1974 se situe sur la même ligne, mais pas dans le tunnel.